# Polly of the Circus
Pour plus de détails, voir Fiche technique et Distribution.
Polly of the Circus est un film américain réalisé par Alfred Santell, sorti en 1932.

## Synopsis
Lorsqu’un cirque itinérant arrive dans une petite ville, la trapéziste Polly Fisher (Marion Davies) est outrée de voir que des vêtements ont été ajoutés sur les affiches la représentant. Elle part à la recherche de l’homme qu’elle prend pour le responsable, le révérend John Hartley (Clark Gable). Il nie être à l'origine de la censure mais leur relation commence sur un mauvais pied.
Lors du spectacle, Polly est distraite par un chahuteur et tombe sur le sol. John Hartley la ramène chez lui à sa maison toute proche. Le docteur déconseille tout déplacement. Au cours de la convalescence, Polly et John tombent amoureux et se marient. Elle abandonne de bon gré le cirque pour lui.
L’oncle de John, l'évêque James Northcott (C. Aubrey Smith), doute de la sagesse de cette union et la congrégation de John n'apprécie pas d’avoir une ancienne artiste de cirque comme femme de pasteur. En conséquence, il est renvoyé et ne peut obtenir un autre poste du fait de son mariage.
Voyant le désespoir de son mari, Polly va plaider sa cause auprès de l’assistant de l’évêque mais sans succès. Quand elle dit à Northcott qu’elle est prête à abandonner John, l’ecclésiastique lui dit qu’un pasteur divorcé est tout aussi inacceptable. Polly ne voit donc qu’une solution : comme veuf, John pourrait retourner dans sa paroisse. Elle prétend donc être fatiguée de son mari et retourne au cirque prévoyant d’avoir un ‘accident’ fatal. Northcott change d’avis. Quand il veut le dire au couple, Polly est déjà partie. Northcott devine ce qu’elle a l’intention de faire. Il se précipite avec John à la pour rattraper le cirque et arrive juste à temps pour sauver Polly.

## Fiche technique
- Titre : Polly of the Circus
- Titre original : Polly of the Circus
- Réalisation : Alfred Santell
- Assistant-réalisateur : Marty Santell
- Scénario : Carey Wilson, d'après la pièce de Margaret Mayo
- Photographie : George Barnes
- Montage : George Hively
- Musique : William Axt
- Direction artistique : Cedric Gibbons
- Costumes : Adrian
- Son : Douglas Shearer, James Brock
- Producteur : Marion Davies
- Société de production : Metro-Goldwyn-Mayer
- Société de distribution : Metro-Goldwyn-Mayer (États-Unis, Royaume-Uni), Regal Films (Canada)
- Pays de production :  États-Unis
- Langue : anglais
- Format : Noir et blanc — 35 mm — 1,37:1 — Son : Mono (Western Electric Sound System)
- Métrage : 1 902 mètres (7 bobines)
- Genre : Film dramatique, Film d'aventure
- Durée : 69 minutes (1 h 9)
- Dates de sortie : 
  - États-Unis : 22 février 1932
  - Royaume-Uni : 23 mars 1932 (Londres, Première) | 8 août 1932 (sortie nationale)
  - Australie : 24 juin 1932

## Distribution
- Marion Davies : Pauline 'Polly' Fisher
- Clark Gable : Révérend John Hartley
- C. Aubrey Smith : Révérend James Northcott
- Raymond Hatton : Downey
- David Landau : Beef, le directeur du cirque qui a élevé Polly
- Ruth Selwyn : Mitzi
- Maude Eburne : Mme Jennings
- 'Little Billy' Rhodes : Half-Pint
- Guinn Williams : Eric Alvarez
- Clark Marshall : Don Alvarez
- Lillian Elliott : Mme McNamara, une amie de Hartley
- Ray Milland